# 勒农河畔圣乔治
勒农河畔圣乔治（法語：Saint-Georges-sur-Renon，法語發音：[sɛ̃ ʒɔʁʒ syʁ ʁənɔ̃]）是法国安省的一个市镇，位于该省西部的栋布平原上，属于布雷斯地区布尔格区。

## 地理
勒农河畔圣乔治（46°6'20"N, 5°1'55"E）面积5.66 平方千米，位于法国奥弗涅-罗讷-阿尔卑斯大区安省，该省份为法国东部省份，北起汝拉省，西北接索恩-卢瓦尔省，西接罗讷省和里昂大都会，南至伊泽尔省，东与萨瓦省、上萨瓦省和瑞士接壤。
与勒农河畔圣乔治接壤的市镇（或旧市镇、城区）包括：拉沙佩勒-迪沙特拉尔、罗芒、圣安德烈勒布舒、勒农河畔圣日耳曼。

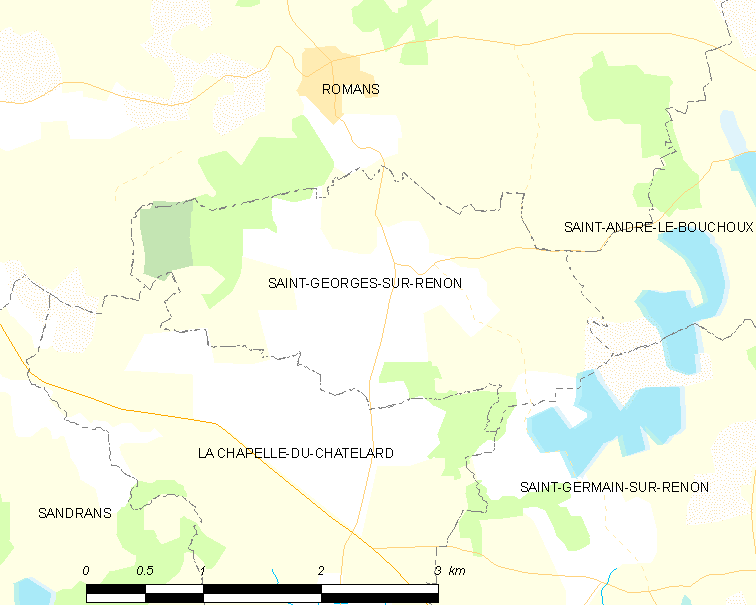
勒农河畔圣乔治的OSM定位图

勒农河畔圣乔治的时区为UTC+01:00、UTC+02:00（夏令时）。

## 行政
勒农河畔圣乔治的邮政编码为01400，INSEE市镇编码为01356。

## 政治
勒农河畔圣乔治所属的省级选区为沙拉罗讷河畔沙蒂永县。

## 人口

1962-2008年间勒农河畔圣乔治人口变化图示

勒农河畔圣乔治于2022年1月1日时的人口数量为214人。